# Cmentarz na Okęciu
Cmentarz na Okęciu – obecnie katolicki, a dawniej wojenny cmentarz położony na osiedlu Okęcie w warszawskiej dzielnicy Włochy, przy ulicy Leonidasa.

## Historia
Cmentarz utworzono jesienią 1939 przy forcie Okęcie jako miejsce pochówku żołnierzy Wojska Polskiego, którzy polegli podczas obrony Warszawy w czasie kampanii wrześniowej. W 1944 chowano tutaj także powstańców warszawskich. Cmentarz został zamknięty dla pochówków w 1956, co spowodowało pogłębiające się jego postępującego zaniedbanie. Przeprowadzono wtedy ekshumacje ciał żołnierzy i powstańców (ich szczątki zostały przeniesione na cmentarz Wojskowy na Powązkach).
W latach 90. cmentarz stał się własnością parafii św. Franciszka z Asyżu na Okęciu i zmienił swój charakter na cmentarz wyznaniowy. Nekropolia została powtórnie otwarta dla pochówków. 
Jest to jeden z najmniejszych cmentarzy warszawskich; zajmuje powierzchnię 0,3 ha.
11 listopada 1994 r. w miejscu po ekshumowanych żołnierzach, postawiono oraz poświęcono pomnik upamiętniający 7. Pułku Piechoty AK „Garłuch”, żołnierzy WP oraz ludność cywilną, zamordowaną podczas II wojny światowej. W 2023 r. pomnik został poddany renowacji. Zbiórka funduszy została przeprowadzona przez fundację „Nie zapomnij o nas” ze środków i inicjatywy Kancelarii Prezesa Rady Ministrów.

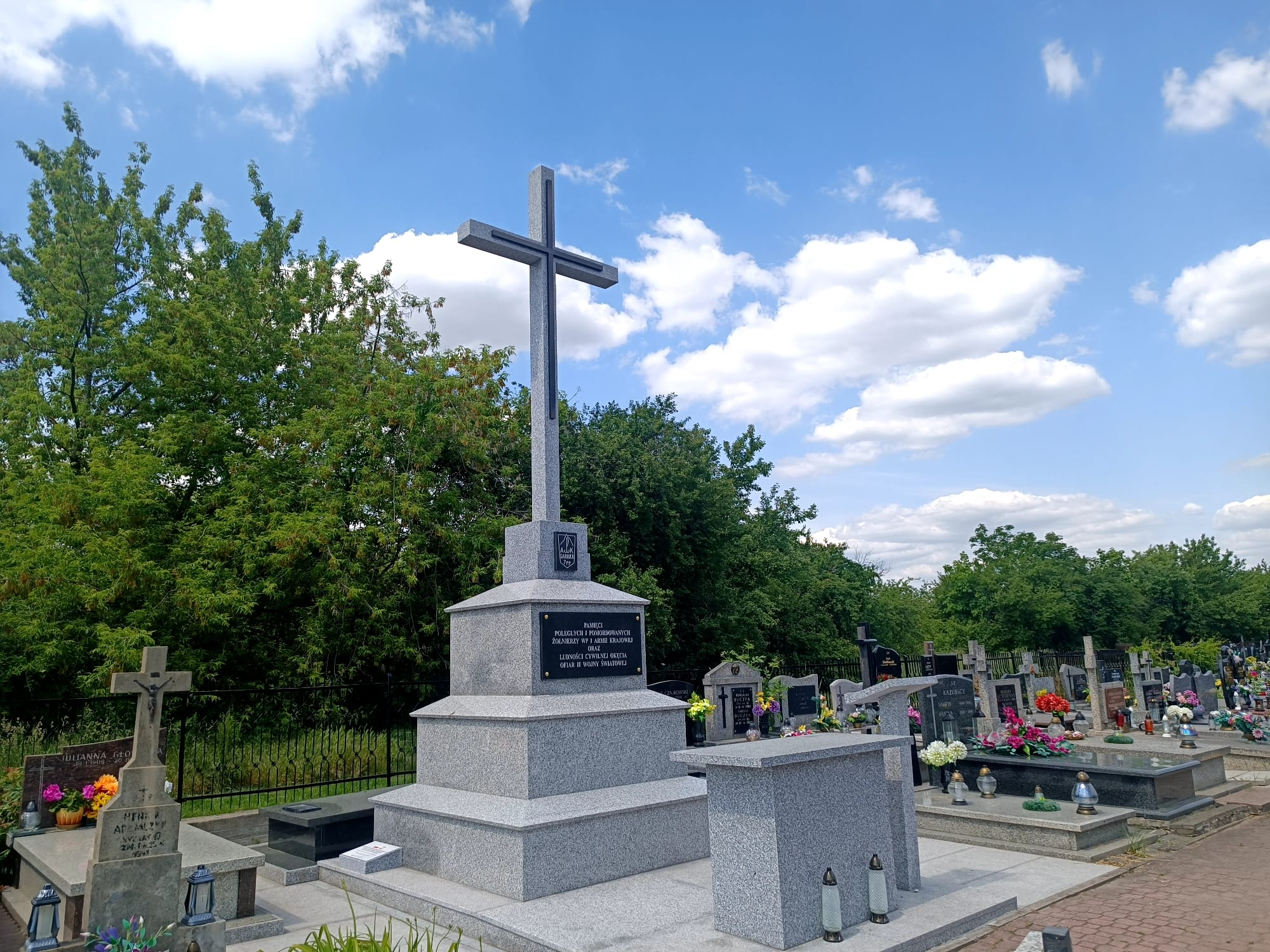
Pomnik 7. Pułku Piechoty AK „Garłuch”

## Mogiły żołnierzy i powstańców[3]
- Marian A. Pukacki − dowódca V kompanii 56 p, poległ w obronie Warszawy 25.09.1939 r.
- Wojtek Wiśniewski − żołnierz AK, poległ 17.09.1944 r.
- Mogiła zbiorowa 6 powstańców warszawskich
- Mogiła zbiorowa żołnierzy Wojska Polskiego z 1939 roku.